# Benjamin Harrison

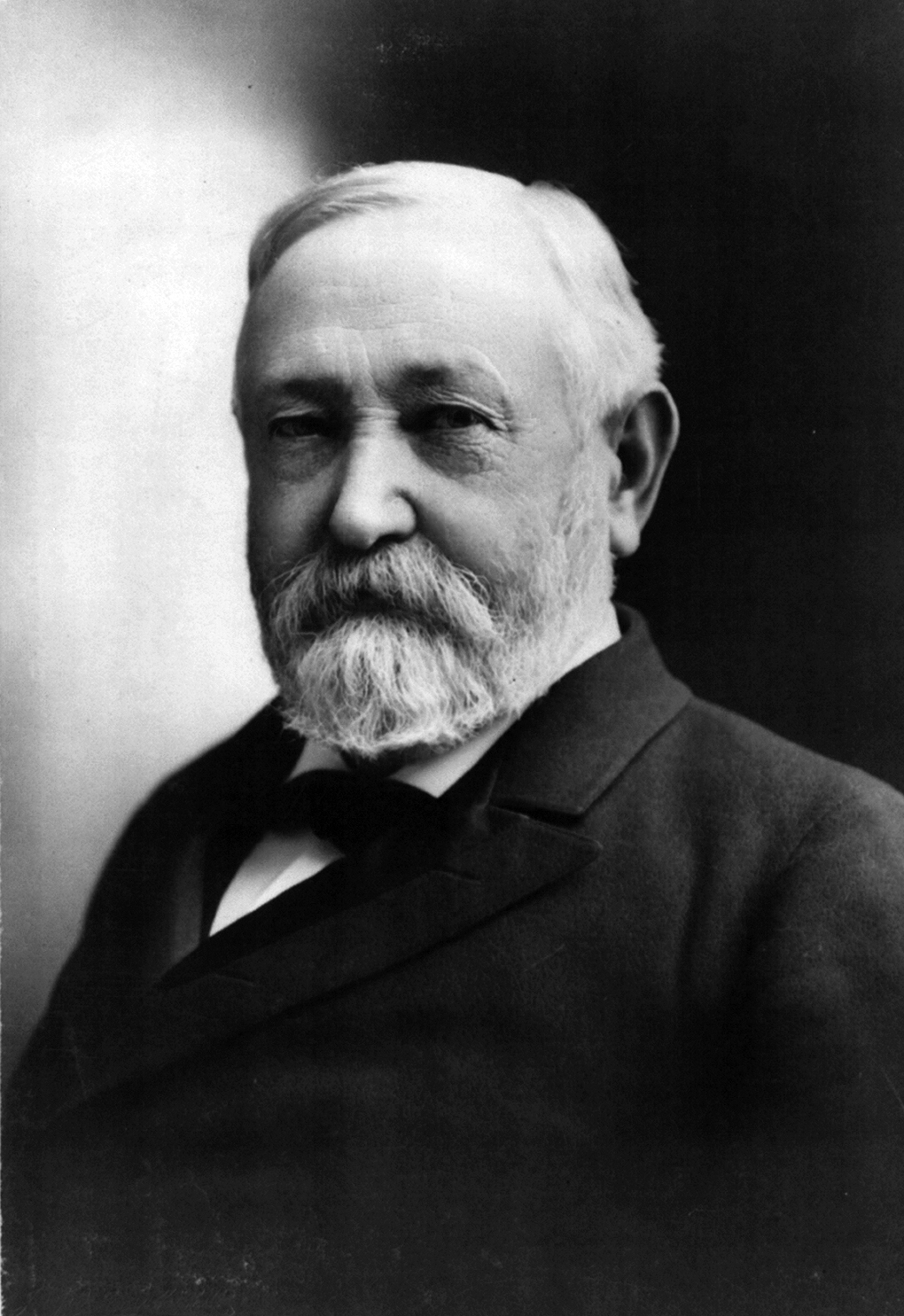
Benjamin Harrison (1897)

Benjamin Harrison (* 20. August 1833 in North Bend, Ohio; † 13. März 1901 in Indianapolis, Indiana) war ein US-amerikanischer Politiker und von 1889 bis 1893 der 23. Präsident der Vereinigten Staaten von Amerika.
Er wurde in die einflussreiche Harrison-Familie geboren; sein Großvater war Präsident William Henry Harrison. Während des Sezessionskriegs diente Harrison als Brigadegeneral in der Unionsarmee.

## Leben

### Erziehung und Ausbildung
Benjamin Harrison entstammte der politisch einflussreichen Harrison-Familie. Er war der Sohn des relativ wohlhabenden Farmers und späteren Abgeordneten im Repräsentantenhaus John Scott Harrison und Enkel des neunten Präsidenten William Henry Harrison, in dessen Haus er 1833 geboren wurde. Sein Urgroßvater, Benjamin Harrison V, war Mitunterzeichner der Unabhängigkeitserklärung. Dieser war ein direkter Nachkomme von Thomas Harrison, der das Todesurteil gegen Karl I. unterschrieb. Die Mutter Harrisons, Elizabeth Irwin Harrison, war eine strenggläubige Presbyterianerin. Harrison wuchs mit drei Brüdern und vier Schwestern in einem ländlich geprägten Umfeld auf. Anfänglich erhielt er Unterricht von Hauslehrern. Später besuchte er eine zweijährige Vorbereitungsschule in Cincinnati. Danach studierte Harrison Jura an der Miami University in Oxford, Ohio, welche er 1852 als einer der besten seines Semesters abschloss. Im Jahr darauf heiratete er Caroline Lavinia Scott, die Tochter eines Predigers, welche er am College kennengelernt hatte. Aus dieser Ehe gingen zwei Kinder hervor. 1853 setzte er sein Studium bei der Anwaltspraxis Storer & Gwynne fort. Ein Jahr später absolvierte er erfolgreich seine Anwaltsprüfung und war danach in Indianapolis, Indiana, wo er sich mit seiner Frau häuslich niederließ, bis 1860 in seinem Beruf tätig.

### Politische Laufbahn bis zur Präsidentschaft

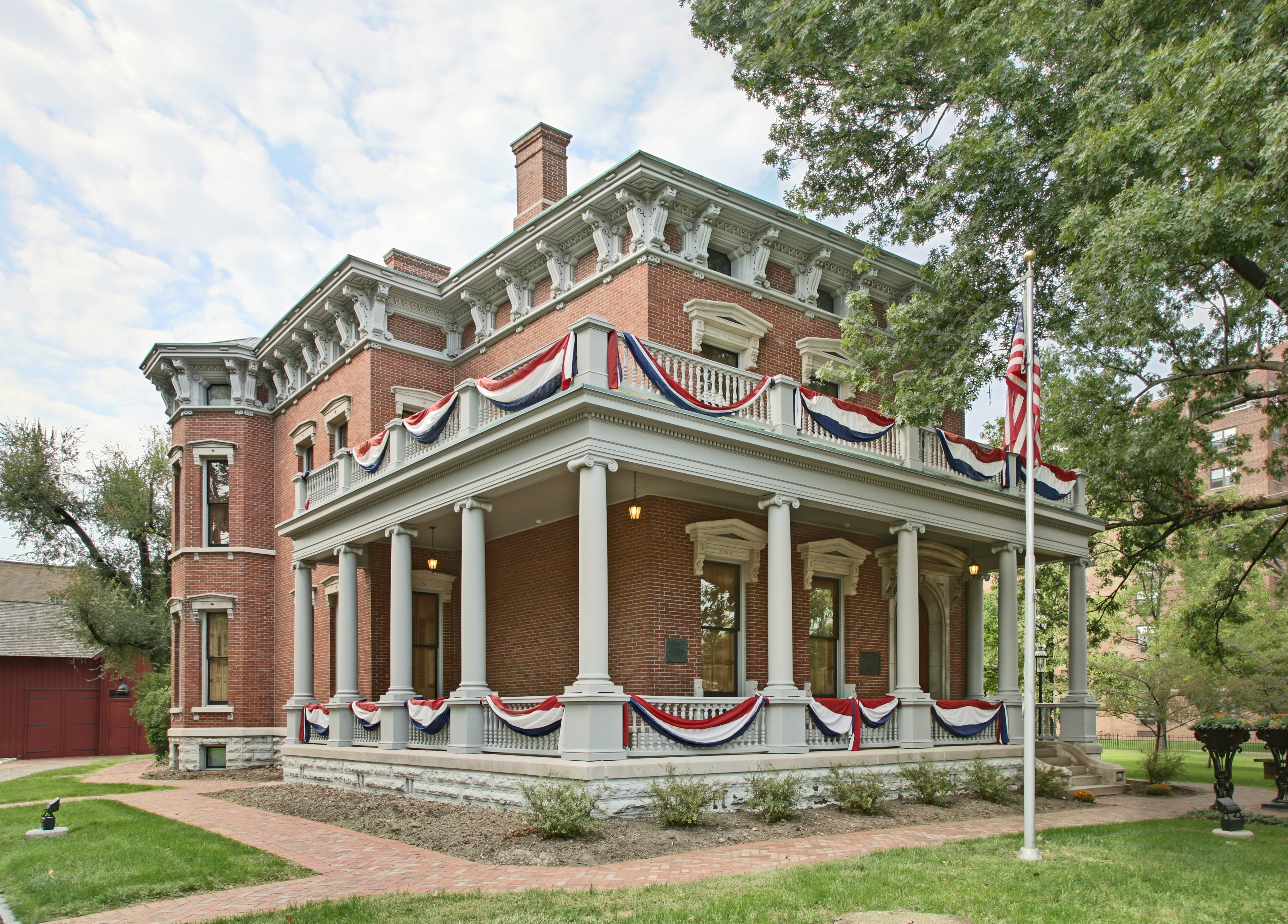
Benjamin Harrison Home in Indianapolis. Harrison lebte hier von 1874 bis zu seinem Lebensende 1901 mit Ausnahme seiner Amtszeiten als Senator und US-Präsident

Zu dieser Zeit engagierte er sich für die Republikanische Partei und während der Präsidentschaftswahl 1856 für den Kandidaten John Charles Frémont. 1857 kandidierte er erfolgreich für die Anwaltschaft der Stadt Indianapolis. Des Weiteren wurde er Sekretär des Zentralausschusses der Republikaner von Indiana. Im Präsidentschaftswahlkampf von 1860 setzte er sich für Abraham Lincoln ein. Danach wurde er verantwortlicher Berichterstatter für den Supreme Court von Indiana.
Während des Sezessionskriegs trat er 1862 als Second Lieutenant in das 70. Indiana Infanterieregiment der Unionsarmee ein. Bis zu seinem Abschied im Juni 1865 brachte er es dort bis zum Brigadier General. Er kommandierte eine Brigade in den Schlachten von Resaca, Cassville, New Hope Church, Lost Mountain, Kennesaw Mountain, Marietta, Peachtree Creek, Atlanta und Nashville. Während des Atlanta-Feldzugs diente er unter William Tecumseh Sherman, der Harrison als einen vorausschauenden, disziplinierten und kämpferischen Soldaten beschrieb, und gehörte zu den ersten Unionstruppen, die nach der Kapitulation in Atlanta einmarschierten. Nach dem Ende des Krieges nahm er seine Tätigkeiten als Anwalt und Berichterstatter beim obersten Gerichtshof von Indiana wieder auf. Harrison bewarb sich 1872 erfolglos für die Kandidatur der Republikaner um den Posten des Gouverneurs. 1876 konnte er sich zwar bei den Republikanern durchsetzen, unterlag aber in einer knappen Wahl dem Kandidaten der Demokraten, James Douglas Williams. Aus Anerkennung für seinen Einsatz im Präsidentschaftswahlkampf von 1876 wurde Harrison von Präsident Rutherford B. Hayes in die Mississippi River Commission berufen. 1880 führte er den Vorsitz der Delegation aus Indiana auf der Republican National Convention. Dort unterstützte er die Präsidentschaftskandidatur des noch relativ unbekannten James A. Garfield. Von 1881 bis 1887 war er Senator für Indiana im Kongress. Dort verfolgte er programmatische Schwerpunkte, wie zum Beispiel Pensionen für Veteranen des Bürgerkriegs, die Anerkennung des Dakota-Territoriums als Bundesstaat, hohe Schutzzölle und die Modernisierung der Marine, welche auch später seine Präsidentschaft prägten. Mit seiner Opposition gegen den Chinese Exclusion Act von 1882 entfernte Harrison sich vom Mainstream seiner Partei.

### Nominierung und Wahl

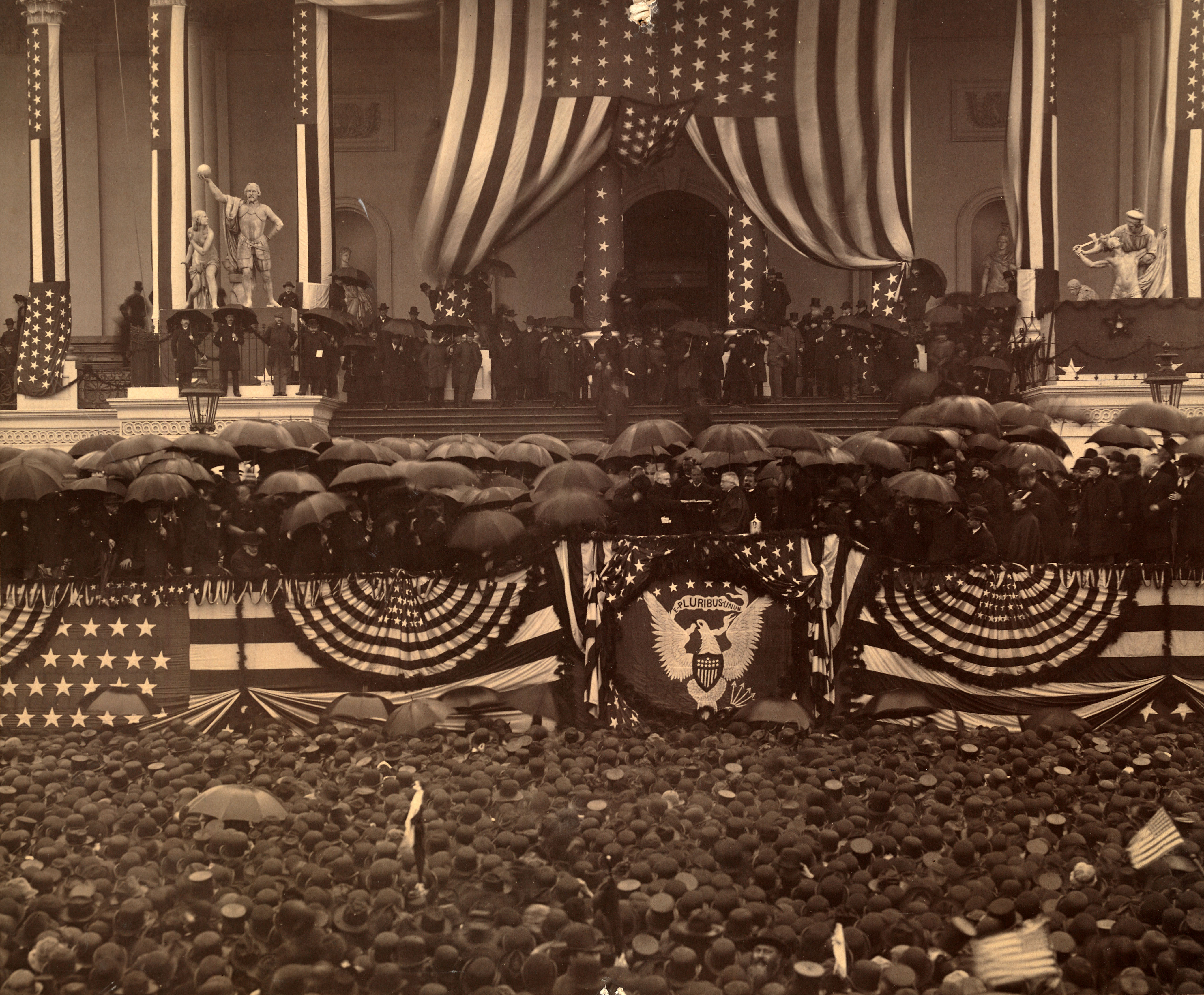
Amtseinführung am 4. März 1889

Auf der Republican National Convention 1888 in Chicago war er für die Nominierung als Präsidentschaftskandidat nur zweite Wahl hinter den Favoriten James G. Blaine und John Sherman. Als Ersterer sich nicht durchsetzen konnte, unterstützte er mit seinen Delegierten Harrison, der somit im achten Wahlgang die Nominierung erreichen konnte. Als Running Mate für den Posten des Vizepräsidenten entschied er sich für Levi P. Morton. Der Slogan seiner Präsidentschaftskampagne lautete Rejuvenated Republicanism, also in etwa „verjüngter Republikanismus“. In den Wahlen konnte sein Gegenkandidat von den Demokraten, der amtierende Präsident Grover Cleveland, zwar rund 90.000 Stimmen mehr als Harrison erzielen, dieser lag aber bei den Wahlmännerstimmen in Führung, wobei der Bundesstaat New York den Ausschlag gab, wo der republikanische Kandidat die Mehrheit der Stimmen auf sich vereinigen konnte.

### Präsidentschaft

Harrisons offizielles Porträt im Weißen Haus

Seine Amtseinführung im März 1889 stellte ein Jubiläum dar, fand sie doch genau 100 Jahre nach der ersten Amtseinführung George Washingtons statt, was seinen Zeitgenossen angesichts von Harrisons Ahnenreihe Anlass zu oft wenig schmeichelhaften Vergleichen gab. In seiner Inaugurationsrede, eine der kürzesten der Geschichte, beschwor Harrison das Wachstum der amerikanischen Nation aufbauend auf den Einfluss von Religion und Bildung und forderte die Bergbaustaaten im Westen und die Baumwollstaaten im Süden dazu auf, ein Industriepotential wie jenes der östlichen Bundesstaaten anzustreben und kündigte Schutzzölle an. Die großen Unternehmen forderte er auf, ihren Verpflichtungen nachzukommen, so hätten sie weniger Grund sich über die Behinderung ihrer Geschäfte zu beschweren. Im Bereich der Außenpolitik betonte er die Monroe-Doktrin als Grundpfeiler, forderte die Modernisierung der Kriegsflotte sowie den Aufbau einer zivilen Handelsflotte. Er verpflichtete sich zur Aufrechterhaltung des internationalen Friedens, durch die Politik der Nichteinmischung in die inneren Angelegenheiten anderer Staaten. Zum Ende seiner Präsidentschaft kam es 1892 mit dem 400. Jahrestag der Entdeckung Amerikas durch Christopher Kolumbus zu einem weiteren bedeutenden runden Jubiläum, das allerdings erst unter seinem Nachfolger mit der Eröffnung der World’s Columbian Exposition im Frühjahr 1893 offiziell begangen wurde.
Harrison ist der erste Präsident der Vereinigten Staaten, dessen Stimme 1889 mit Hilfe einer Phonographenwalze aufgezeichnet wurde, und der letzte, der einen Vollbart trug. Während seiner Amtszeit wurde das Weiße Haus elektrifiziert. Außerdem fand während seiner Präsidentschaft im Bundesstaat New York 1890 weltweit die erste Exekution auf dem Elektrischen Stuhl statt. Harrison zog ins Weiße Haus mit seiner gesamten Familie einschließlich seiner Enkel. Neben vielen anderen Haustieren hielt er die Ziege Old Whiskers.
Er kandidierte zwar für eine Wiederwahl mit Whitelaw Reid als Running Mate, führte 1892 aber keinen Wahlkampf, da er sich um seine tuberkulosekranke Frau kümmerte, die schließlich zwei Wochen vor der Wahl starb. So setzte sich bei der Präsidentschaftswahl 1892 Harrisons Vorgänger, Cleveland, durch.

#### Innenpolitik
Obwohl er Präsident war, galt anfangs Thomas Brackett Reed als der einflussreichere Politiker der Republikaner. Eine der bedeutendsten Entscheidungen der Präsidentschaft Harrisons war der McKinley Tariff, welcher die Schutzzölle auf nahezu 50 % hob. Zudem stattete dieses Gesetz den Präsidenten mit weitreichenden handelspolitischen Befugnissen aus, die keine Beteiligung des Kongresses mehr vorsahen. Harrison unterstützte den Sherman Antitrust Act, der die marktbeherrschende Stellung von Trusts und Kartellen wie zum Beispiel der Standard Oil Company einschränken sollte. Das auf Senator John Sherman zurückgehende Gesetz war das erste dieser Art auf Bundesebene in den Vereinigten Staaten. Der Sherman Antitrust Act war allerdings zu vage gefasst und mit zu geringen finanziellen und personalen Mitteln ausgestattet, um eine besondere Wirkung zu entfalten. Zudem waren die in ihm vorgesehenen Sanktionen, die eine Höchststrafe von 5.000 US-Dollar (nach heutiger Kaufkraft 154.000 Dollar) vorsahen, sehr niedrig und kaum abschreckend. Die Amtsnachfolger von Harrison verschärften das Gesetz nach und nach und schränkten damit die Macht der Monopole ein. Der Sherman Antitrust Act ist bis heute die Grundlage des US-amerikanischen Wettbewerbsrechts.

#### Außenpolitik
Im außenpolitischen Tagesgeschäft kam es zu einem Streit mit dem Nachbarn Kanada um die reichen Fisch- und Robbengründe um den Aleuten-Archipel in Alaska und mit einigen europäischen Staaten, insbesondere mit dem Deutschen Reich, die aus hygienischen Bedenken ein Embargo auf amerikanisches Schweinefleisch verhängten. 1891 gerieten die chilenisch-amerikanischen Beziehungen in eine tiefe Krise, als der dortige US-Botschafter Patrick Egan sich zu sehr in die inneren Angelegenheiten des Landes eingemischt hatte, indem er Flüchtlingen in der Botschaft Unterschlupf bot. Die Affaire (Baltimore-Zwischenfall) um die Gefangensetzung von einem Dutzend amerikanischer Seeleute und der Mord an zwei von ihnen brachten die beiden Länder an den Rande eines Krieges. Im Rückblick lobte der spätere Präsident Theodore Roosevelt die energische Außenpolitik Harrisons und seines Außenministers James G. Blaine. Als 1893 US-amerikanische Pflanzer die Monarchie in Hawaii stürzten, hielt sich Harrison, der sehr wohl an einer Marinebasis interessiert war, zurück und reagierte nicht wie erwartet mit der Annexion der Inseln.

### Nach der Präsidentschaft

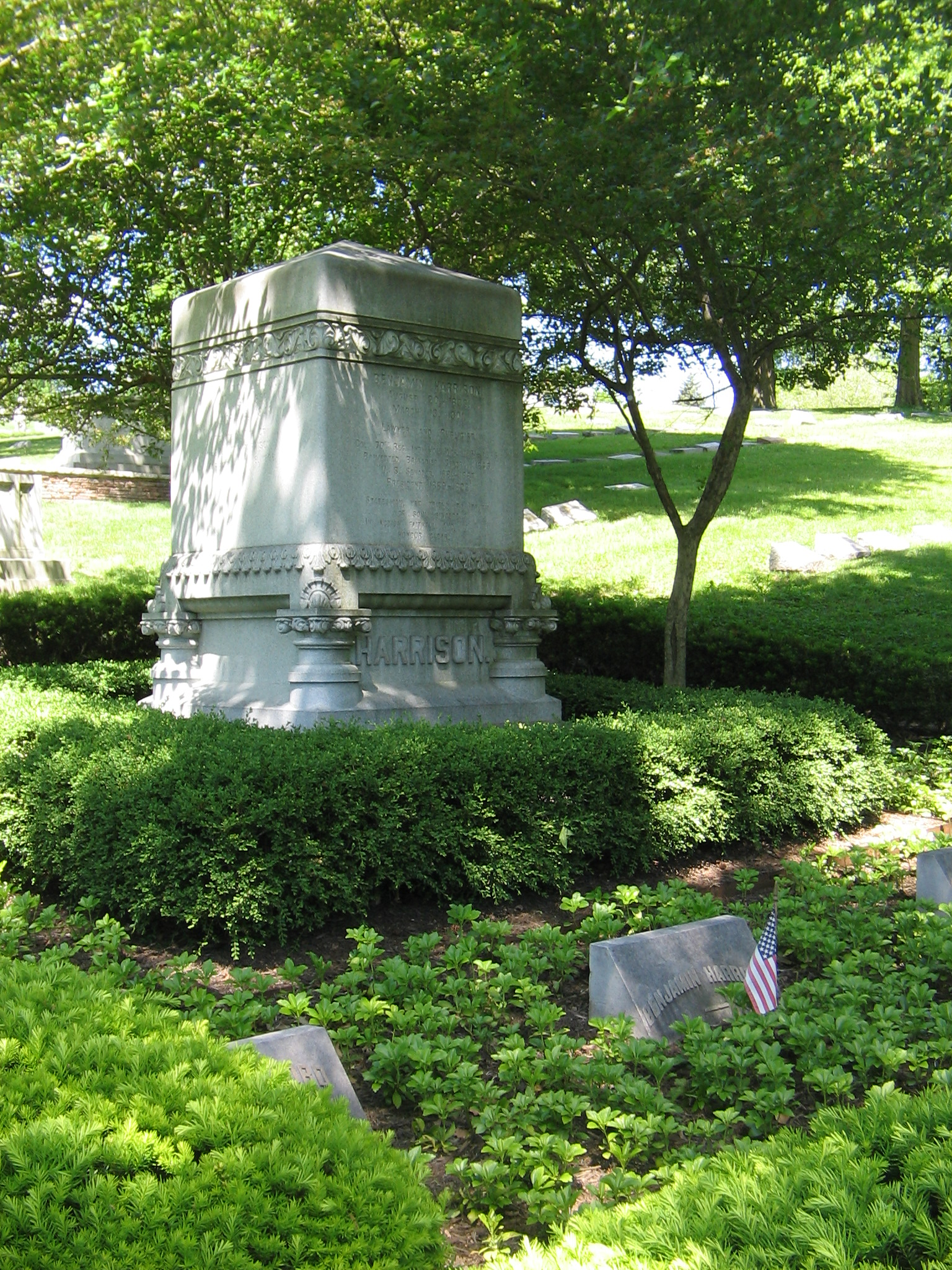
Grab von Benjamin Harrison und seinen beiden Frauen auf dem Crown Hill National Cemetery

Nach dem Ende seiner Amtszeit kehrte er nach Indianapolis zurück und heiratete 1896 die verwitwete Mary Lord Dimmick, eine Nichte seiner ersten Gattin. Ansonsten führte Harrison das Leben eines Elder Statesman. So hielt er eine Vorlesungsreihe über Verfassungsrecht an der Stanford University und war leitender Berater Venezuelas bei seinen Grenzdisputen mit Britisch-Guayana. Er starb 1901 an einer Lungenentzündung in seinem Haus in Indianapolis. Harrison wurde neben seiner ersten Frau auf Crown Hill National Cemetery in Indianapolis begraben.

## Nachleben
Seine Zeitgenossen hielten Harrison nach der Panik von 1893, welche die Amtszeit seines Nachfolgers Cleveland überschattete, zunächst in guter Erinnerung, wurde aber in Folge der stürmischen Entwicklung und des großen Wirtschaftsaufschwungs, welcher die USA um die Jahrhundertwende erfasste, bald schon wieder vergessen. Im Urteil der Historiker stand Harrison lange Zeit im Schatten späterer Präsidenten wie William McKinley und Theodore Roosevelt und galt als farblos und unbedeutend. In letzter Zeit wird jedoch sein Eintreten für Bürgerrechte positiv hervorgehoben. Seine Außenpolitik, insbesondere in Hinblick auf die Beziehungen mit Lateinamerika und dem pazifischen Raum, gilt ebenso als richtungsweisend.

## Werke
- This Country of ours. Zweite Auflage. C. Scribner, New York 1897, LCCN 04-003866.
- Mary Lord Harrison (Hrsg.): Views of an ex-president. Bowen-Merrill, Indianapolis 1901, LCCN 01-023276.